# Ibaté
Ibaté este un oraș în São Paulo (SP), Brazilia.